# Fomes fomentarius
Fomes fomentarius là một loài Basidiomycetes trong họ Polyporaceae. Loài này được L.J.J.Kickx miêu tả khoa học đầu tiên năm 1849.
Đây là loài gây hại phát triển phổ biến ở Uzbekistan.